# Culla (Spagna)
Culla è un comune spagnolo di 733 abitanti situato nella comunità autonoma Valenciana.

## Galleria d'immagini

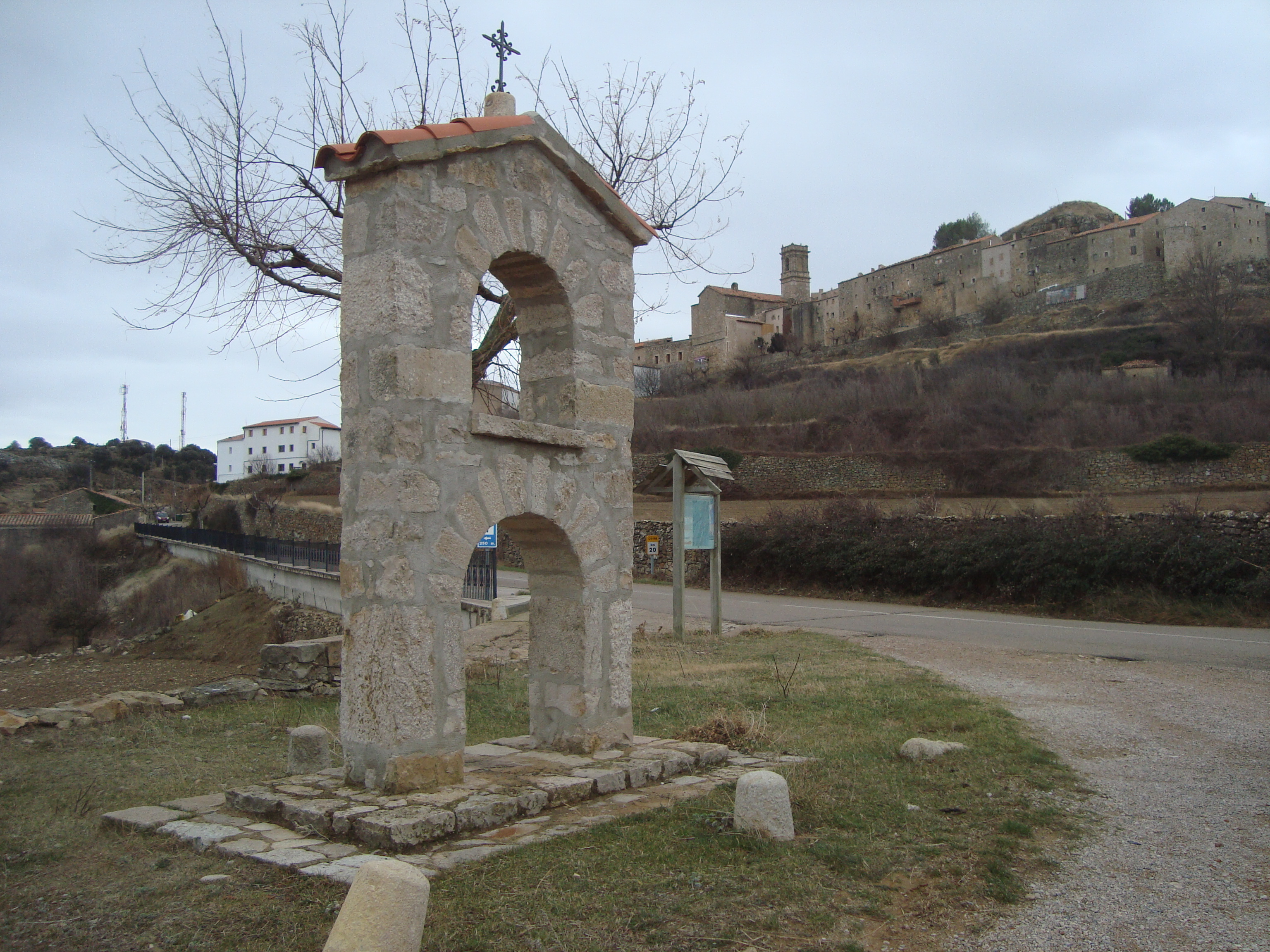
Culla (Alt Maestrat, Castelló)
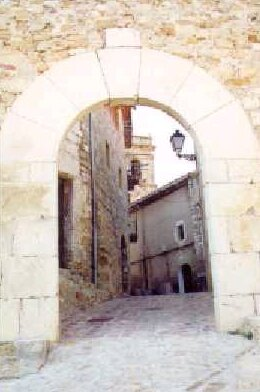
La "Porta Nova"
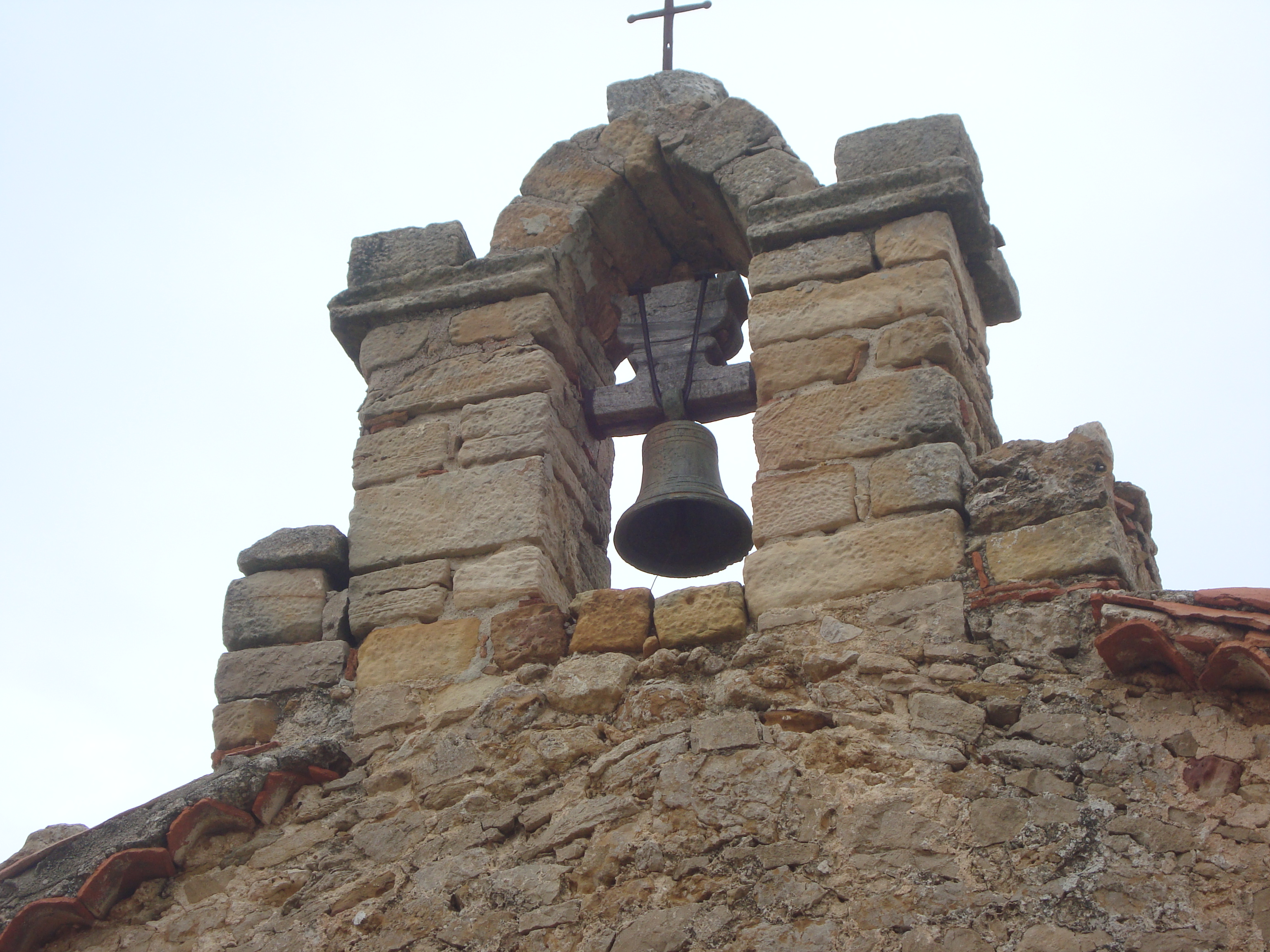
Ermita de San Roque de Culla (Castellón)